# Köttgrottorna
Köttgrottorna är ett svenskt punkband från Järfälla som bildades 1983. Deras album ges ut på skivbolaget Beat Butchers.

## Biografi
Hans-Peter "Happy" Törnblom och Stefan "Mongo" Enger började spela tillsammans redan år 1978, då i punkbandet Incest Brothers. År 1983 bildade man Köttgrottorna tillsammans med gitarristen Thomas "Valen" Wahlström, i syftet att göra en plojspelning som en överraskning på en konsert. Utklädda till flickor sjöng de ekivoka texter i falsett, vilket blev en succé. Köttgrottorna fick efter detta fler spelningar och fortsatte i samma anda.
Efter drygt ett år tröttnade Thomas Wahlström, och 1985 värvades gitarristerna Janne Olsson och Jörgen Ohlsson från gruppen Toby Wass. Köttgrottorna satsade allt mer på en seriös karriär. År 1987 slutade Jörgen Ohlsson och ersattes av Lars "Guld-Lars" Jonson, tidigare i bland annat KSMB. När Guld-Lars avled 2015 fortsatte Köttgrottorna i form av en trio.
I juli 1993 släppte Köttgrottorna tillsammans med Charta 77 och Johan Johansson en maxisingel vid namn No Limit. Titelspåret, en cover på 2 Unlimiteds låt med samma namn, nådde 21:a plats på den svenska singellistan.
Köttgrottorna har sin replokal i Kallhäll i Järfälla kommun, där de repat varje tisdag sedan bandets bildande. Och apropå sammanhållningen har Enger beskrivit att bandet är "det trygga som funnits hela tiden". När bandet sedan medverkade i "Ögir will arise!" (2023), en spelning till förmån för Per Granbergs återuppbyggnad av Ögir, så gästspelade den tidigare gitarristen Jörgen Ohlsson.

## Medlemmar

### Nuvarande medlemmar
- Stefan "Mongo" Enger – basgitarr, sång
- Hans-Peter "Happy" Törnblom – trummor
- Janne Olsson – gitarr, sång, kör

### Tidigare medlemmar
- Thomas "Valen" Wahlström – sång, gitarr 1983–1984 (spelar nu i Shemales och har spelat i bland annat SonicFarm och Hela Huset Skakar)
- Jörgen Ohlsson – gitarr, sång 1984–1987 (spelar nu i Va..!).
- Lars "Guld-Lars" Jonson – gitarr (1987–2015), avliden 2015

## Diskografi

### Album
- 1986 – Blodsdans
- 1987 – Halvdöd
- 1991 – Hungrig
- 1993 – Sex, Politik & Fåglar
- 1994 – Sanningens Morgon
- 1997 – Tinnitus
- 1999 – Soft Metal
- 2005 – Far åt helvete*
- 2013 – Totalgalet
- 2017 – Robin Hood
- 2023 – XL

### EP och singlar
- 1983 – "Pendeltåg"
- 1984 – "Mus som mus"
- 1985 – "Jag, idealist"
- 1986 – "Människor smakar gott"
- 1987 – "Grottmålningar"
- 1990 – "Elda för kråkor"
- 1991 – "I morgon bitti"
- 1992 – "Det vaga könet"
- 1993 – Bosnien (EP)
- 1994 – "Jag, fågel"
- 2006 – "Drängen" (hembränd singel som delats ut på konserter)

### Samlingsalbum
- 1993 – Köttrea 1983-93
- 2005 – Far åt helvete*

*Studioalbum med nya låtar samt bonusskiva innehållande urval av tidigare utgivna låtar